# Echinosepala uncinata
Echinosepala uncinata är en orkidéart som först beskrevs av William Fawcett, och fick sitt nu gällande namn av Alec M. Pridgeon och Mark W. Chase. Echinosepala uncinata ingår i släktet Echinosepala och familjen orkidéer. Inga underarter finns listade i Catalogue of Life.